# Wetterse textielstaking 1907
De Wetterse textielstaking, lokaal ook de grote staking van 1907 genoemd, was een staking in twee textielbedrijven in de Belgische gemeente Wetteren van 28 mei tot 17 september 1907. Het was een van de eerste grote syndicale protestacties op het Vlaamse platteland. Er werd 17 weken lang gestaakt in de fabriek van Felix Josephus Beernaerts, de grootste vlasweverij van België, en twee weken lang bij katoenweverij Pipyn.
De stakende arbeiders en hun socialistische vakbond Broederlijke Wevers organiseerden, met de steun van de Gentse coöperatieve Vooruit, haar gelijknamig dagblad en de Belgische Werkliedenpartij, een ongezien grootschalige solidariteitsactie om de gezinnen te onderhouden tijdens de staking. De kinderen werden tijdelijk naar pleeggezinnen in het hele land gestuurd en in Wetteren werd een stakerskeuken opgezet. De Aalsterse socialisten schonken duizend broden en een koe, waarvan het vel later zou gebruikt worden om een vakbondsvlag van te maken. Gentenaar Jan Samijn leidde de staking.
De staking bij Beernaerts eindigde met enkele beperkte toegevingen aan de werknemers. Bij weverij Pipyn, waar de arbeiders op 23 augustus het werk neerlegden, bekwam het personeel al na twee weken een aanzienlijke opslag. Na de staking hingen de socialisten in Wetteren politiek in de touwen, een klap die ze pas na de Eerste Wereldoorlog te boven kwamen.
In 1986 bracht het Socialistische Studie- en Informatiecentrum een boekje uit over deze geschiedenis. In 1992 werd een bewerking opgevoerd van het openluchtspel Wetthra (eerder opgevoerd in 1948 en 1951), waaraan een tafereel werd toegevoegd over de industrialisatie en arbeidersstrijd. In 2008 werd de gebeurtenis – en in het bijzonder 'de koe' – herdacht tijdens de Week van de Smaak, met onder meer een re-enactment van de stakerskeuken. In 2022 organiseerde PVDA Wetteren een lezing over de staking.

## Fotogalerij

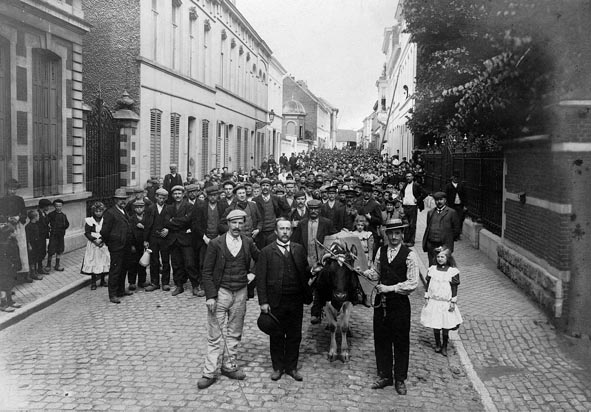
De stakers demonstreerden door Wetteren met een koe geschonken door de Aalsterse socialisten
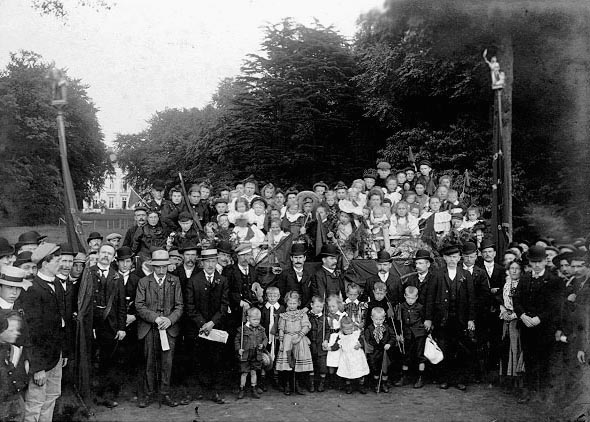
Kinderen van de stakers gefotografeerd voor het kasteel van Beernaerts
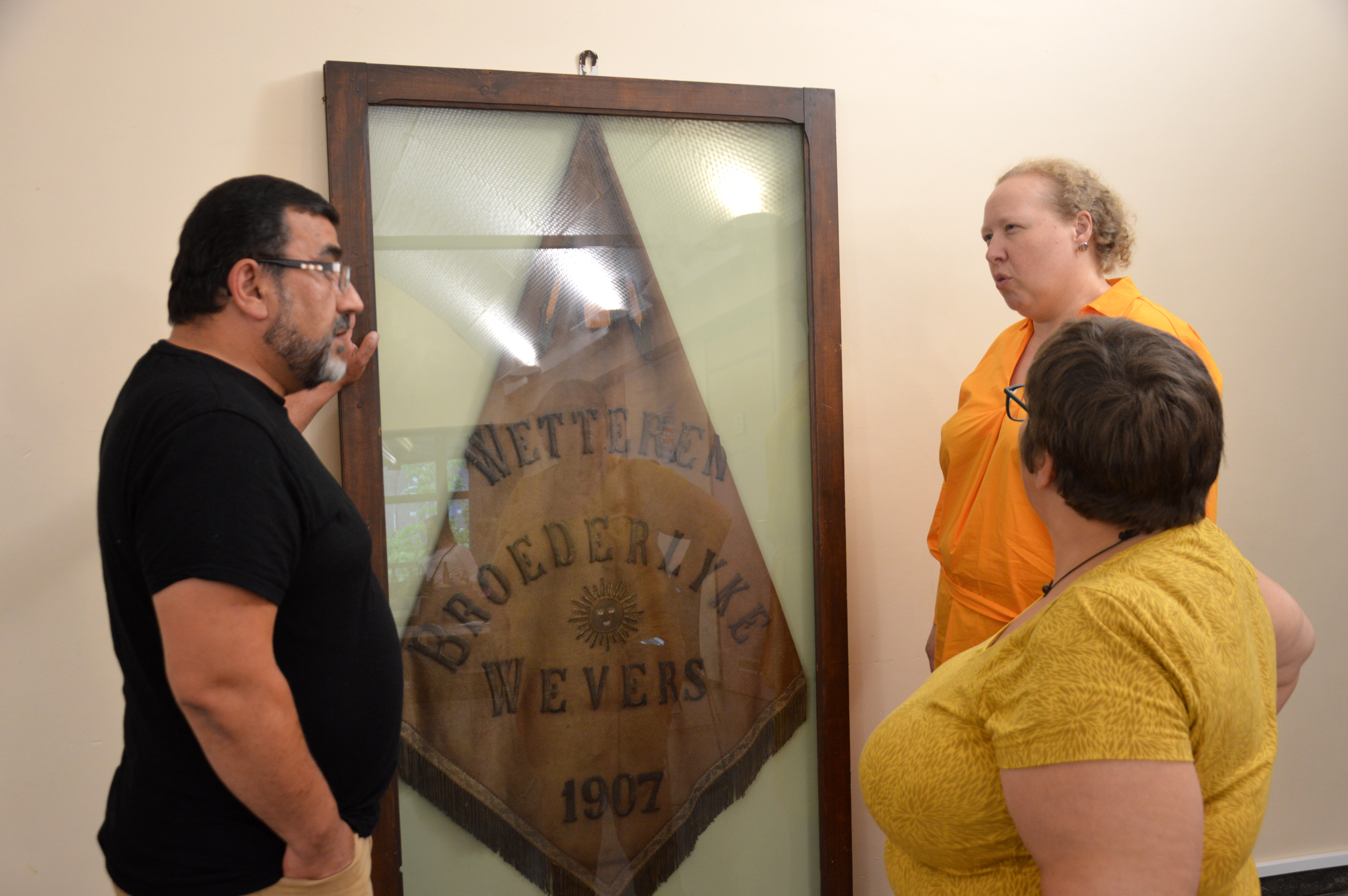
Vakbondsvlag gemaakt van het vel van de koe geschonken door de Aalsterse socialisten in 1907, tentoongesteld in Wetteren in 2022